# Донсков, Владимир Андреевич
Влади́мир Андре́евич Донско́в (1881―1960) ― советский патологоанатом, доктор медицинских наук, профессор Иркутского университета, организатор и основатель кафедры патологической анатомии Иркутского медицинского института. Организовал патологоанатомическую службу в Восточной Сибири.

## Биография
Родился 4 апреля 1881 года в станице Нижне-Озерной Оренбургского уезда. Окончил гимназию в Оренбурге в 1902 году.
В 1908 году окончил медицинский факультет Казанского университета, там же остался работать в качестве сверхштатного помощника прозектора, в 1912 году стал помощником прозектора.
В 1915 году защитил докторскую диссертацию по теме «К вопросу о состоянии решетчатых волокон печени при болезненных ее изменениях деструктивного и продуктивного характера». С 1920 года работает в Казани, прозектор кафедры патологической анатомии медицинского факультета университета, 1921 году назначен заведующим кафедрой патологической анатомии.
С 1923 года живёт и трудится в Иркутске, здесь стал организатором и первым заведующим кафедрой патологической анатомии медицинского факультета Иркутского университета. С 1928 по 1952 год был заведующим кафедрой патологической анатомии Иркутского медицинского института.

## Научная деятельность
Исследовал патологии: эхинококкоз, эндемический зоб, болезнь Кашина-Бека, уровскую болезнь, последняя стала ведущей темой кафедры. В 1926 была опубликовал работу «К вопросу о гистопатологии Уровской болезни».
Организовал патологоанатомическую службу в Восточной Сибири. Консультировал патологоанатомов Иркутской и Читинской областей и Бурятской АССР.
Под его руководством защищена одна докторская и три кандидатские диссертации. Написал 26 научных работ. Организатор патологоанатомической службы в Восточной Сибири. В годы Великой Отечественной войны был главным патологоанатомом Иркутских эвакогоспиталей, руководил курсами военных патологов.

## Сочинения
- К вопросу о гистопатологии уровской болезни. Бюллетень Иркутского государственного медицинского института. – Иркутск, 1948.
- О злокачественных опухолях в г. Иркутске и Иркутской губернии. Клиническая медицина. – 1926. – № 7.
- Так называемая болезнь Банти. Казанский медицинский журнал. – 1908.

## Адреса
В Казани:
- Поперечно-Воскресенская улица, дом Шамиля[3].
- 1-я Солдатская улица, дом Каменской[4].